# فهرست سمفونی‌های یوزف هایدن
فهرست سمفونی‌های یوزف هایدن یوزف هایدن (۱۷۳۲–۱۸۰۹)، آهنگساز دورهٔ کلاسیک، ۱۰۶ سمفونی تصنیف کرد. از این میان، ۱۰۴ سمفونی با شمارهٔ اختصاصی مشخص شده‌اند. در سال ۱۹۰۸ اِوسِبیوس ماندوتسِوسکی ۱۰۴ سمفونی هایدن را، که در آن زمان شناخته‌شده بودند، به ترتیبِ زمانِ تصنیف فهرست کرد. در دهه‌های پس از آن، در زمان‌بندیِ سمفونی‌ها ـ به‌ویژه در سمفونی‌های اولیه ـ اشتباهات متعددی راه یافت؛ اما فهرستِ ماندوتسِوسکی به‌طور گسترده رواج یافت. سپس آنتونی فان هوبوکن فهرستی از آثار هایدن تدوین کرد و فهرستی را که ماندوتسِوسکی از سمفونی‌های هایدن ترتیب داده بود، با عدد رومیِ "I" متمایز کرد (مثلاً سمفونی شماره ۳۴ را به صورت "Hob. I/34" ذکر کرد). همچنین، در آن دوره، دو سمفونی دیگر کشف شد (که به‌ترتیب با حروف "A" و "B" و با ذکرِ «غیرِماندوتسِوسکی» مشخص می‌شد). بدین ترتیب، شمارِ مجموعهٔ سمفونی‌های هایدن به ۱۰۶ رسید.

## سمفونی‌ها

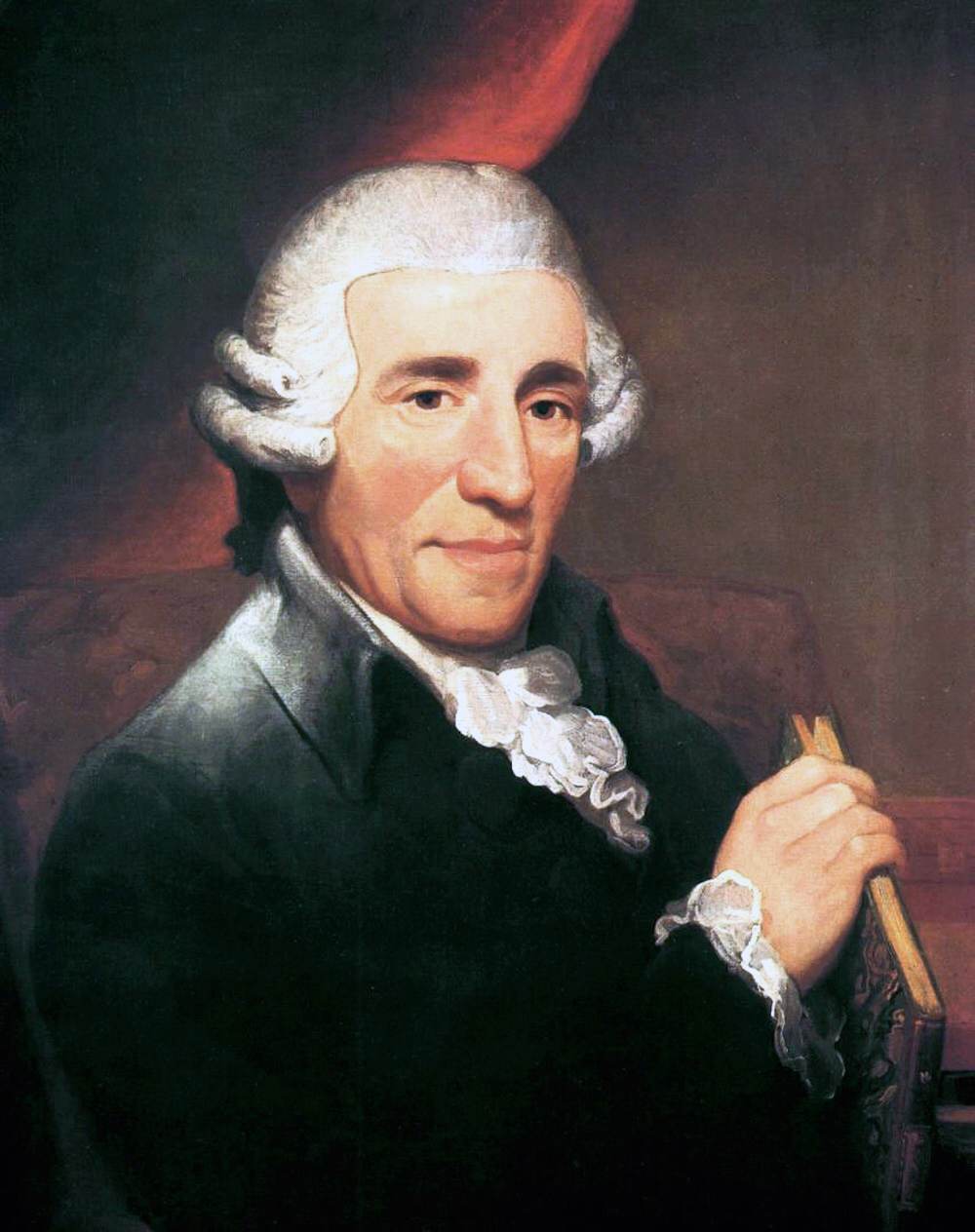
پرترهٔ یوزف هایدن، اثر ، نقاش بریتانیایی، ۱۷۹۱

### سمفونی‌های ۱–۲۰
- شماره ۱ در رِ ماژور (تصنیف‌شده در سالِ ۱۷۵۹)
- شماره ۲ در دو ماژور‏ (میانِ سال‌های ۱۷۵۷ تا ۱۷۶۱)
- شماره ۳ در سُل ماژور‏ (۱۷۶۰–۱۷۶۲)
- شماره ۴ در رِ ماژور‏ (۱۷۵۷–۱۷۶۱)
- شماره ۵ در لا ماژور‏ (۱۷۶۰–۱۷۶۲)
- شماره ۶ در رِ ماژور (صبح) (۱۷۶۱)
- شماره ۷ در دو ماژور (ظهر) (۱۷۶۱)
- شماره ۸ در سُل ماژور (غروب) (۱۷۶۱)
- شماره ۹ در دو ماژور (۱۷۶۲)
- شماره ۱۰ در رِ ماژور‏ (۱۷۵۷–۱۷۶۱)
- شماره ۱۱ در می بِمُل ماژور‏ (۱۷۶۰–۱۷۶۲)
- شماره ۱۲ در می ماژور (۱۷۶۳)
- شماره ۱۳ در رِ ماژور (۱۷۶۳)
- شماره ۱۴ در لا ماژور‏ (۱۷۶۱–۱۷۶۳)
- شماره ۱۵ در رِ ماژور‏ (۱۷۶۰–۱۷۶۳)
- شماره ۱۶ در سی بِمُل ماژور‏ (۱۷۵۷–۱۷۶۱)
- شماره ۱۷ در فا ماژور‏ (۱۷۵۷–۱۷۶۳)
- شماره ۱۸ در سُل ماژور‏ (۱۷۵۷–۱۷۶۴)
- شماره ۱۹ در رِ ماژور‏ (۱۷۵۷–۱۷۶۱)
- شماره ۲۰ در دو ماژور (۱۷۶۲)

### سمفونی‌های ۲۱–۴۰
- شماره ۲۱ در لا ماژور (۱۷۶۴)
- شماره ۲۲ در می بِمُل ماژور (فیلسوف) (۱۷۶۴)
- شماره ۲۳ در سُل ماژور (۱۷۶۴)
- شماره ۲۴ در رِ ماژور (۱۷۶۴)
- شماره ۲۵ در دو ماژور (میانِ ۱۷۶۱ و، به احتمالِ قوی‌تر، ۱۷۶۳)
- شماره ۲۶ در رِ مینور (سوگواری) (۱۷۶۸، و شاید ۱۷۶۹)
- شماره ۲۷ در سُل ماژور (هِرمانشتِد) (احتمالاً پیش از ۱۷۶۰)
- شماره ۲۸ در لا ماژور (۱۷۶۵)
- شماره ۲۹ در می ماژور (۱۷۶۵)
- شماره ۳۰ در دو ماژور (آلِه‌لویا) (۱۷۶۵)
- شماره ۳۱ در رِ ماژور (هورن‌سیگنال) (۱۷۶۵)
- شماره ۳۲ در دو ماژور (میانِ ۱۷۵۷ و ۱۷۶۳، احتمالاً ۱۷۶۱/۱۷۶۰)
- شماره ۳۳ در دو ماژور (۱۷۶۱/۱۷۶۰، یا ۱۷۶۳–۶۵)
- شماره ۳۴ در رِ مینور (۱۷۶۶–۱۷۶۵)
- شماره ۳۵ در سی بِمُل ماژور (۱۷۶۷)
- شماره ۳۶ در می بِمُل ماژور (نیمهٔ نخستِ دههٔ ۱۷۶۰)
- شماره ۳۷ در دو ماژور (۱۷۵۸–۱۷۵۷)
- شماره ۳۸ در دو ماژور (پژواک) (میانِ ۱۷۶۵ و ۱۷۶۹، احتمالاً ۱۷۶۸)
- شماره ۳۹ در سُل مینور (طوفان دریایی) (۱۷۶۸/۱۷۶۷)
- شماره ۴۰ در فا ماژور (حدودِ ۱۷۶۳)

### سمفونی‌های ۴۱–۶۰
- شماره ۴۱ در دو ماژور (۱۷۶۹–۱۷۶۸)
- شماره ۴۲ در رِ ماژور (حدودِ ۱۷۷۱)
- شماره ۴۳ در می بِمُل ماژور (مِرکوری) (حدودِ ۱۷۷۱)
- شماره ۴۴ در می مینور (صبح) (۱۷۷۲)
- شماره ۴۵ در فا دیِز مینور (بدرود) (۱۷۷۲)
- شماره ۴۶ در سی ماژور (۱۷۷۲)
- شماره ۴۷ در سُل ماژور (واروخوانه) (۱۷۷۲)
- شماره ۴۸ در دو ماژور (ماریا تِرِزا) (۱۷۶۹/۱۷۶۸)
- شماره ۴۹ در فا مینور (اشتیاق) (۱۷۶۸)
- شماره ۵۰ در دو ماژور (۱۷۷۳ و ۱۷۷۴)
- شماره ۵۱ در سی بِمُل ماژور
- شماره ۵۲ در دو مینور
- شماره ۵۳ در رِ ماژور (باشکوه)
- شماره ۵۴ در سُل ماژور
- شماره ۵۵ در می بِمُل ماژور (مدیر مدرسه)
- شماره ۵۶ در دو ماژور
- شماره ۵۷ در رِ ماژور
- شماره ۵۸ در فا ماژور
- شماره ۵۹ در لا ماژور (آتش)
- شماره ۶۰ در دو ماژور (پریشان)

### سمفونی‌های ۶۱–۸۱
- شماره ۶۱ در رِ ماژور
- شماره ۶۲ در رِ ماژور
- شماره ۶۳ در دو ماژور (خرّم سلطان)
- شماره ۶۴ (زمانه تغییر کرده)
- شماره ۶۵ در لا ماژور
- شماره ۶۶ در سی بِمُل ماژور
- شماره ۶۷ در فا ماژور
- شماره ۶۸ در سی بِمُل ماژور
- شماره ۶۹ در دو ماژور (لاودون)
- شماره ۷۰ در رِ ماژور
- شماره ۷۱ در سی بِمُل ماژور
- شماره ۷۲ در رِ ماژور
- شماره ۷۳ در رِ ماژور (شکار)
- شماره ۷۴ در می بِمُل ماژور
- شماره ۷۵ در رِ ماژور
- شماره ۷۶ در می بِمُل ماژور
- شماره ۷۷ در سی بِمُل ماژور
- شماره ۷۸ در دو مینور
- شماره ۷۹ در فا ماژور
- شماره ۸۰ در رِ مینور
- شماره ۸۱ در سُل ماژور

### سمفونی‌های پاریس: ۸۲–۸۷
- - شماره ۸۲ در دو ماژور (خرس) (۱۷۸۶)
  - شماره ۸۳ در سُل مینور (مرغ) (۱۷۸۵)
  - شماره ۸۴ در می بِمُل ماژور (به نام خدا) (۱۷۸۶)
  - شماره ۸۵ در سی بِمُل ماژور (ملکه) (۱۷۸۵)
  - شماره ۸۶ در رِ ماژور (۱۷۸۶)
  - شماره ۸۷ در لا ماژور (۱۷۸۵)

### سمفونی‌های ۸۸–۹۲
- شماره ۸۸ در سُل ماژور (۱۷۸۷)
- شماره ۸۹ در فا ماژور (۱۷۸۷)
- شماره ۹۰ در دو ماژور (۱۷۸۸)
- شماره ۹۱ در می بِمُل ماژور (۱۷۸۸)
- شماره ۹۲ در سُل ماژور (آکسفورد) (۱۷۸۹)

### سمفونی‌های لندن: ۹۳–۱۰۴
- - شماره ۹۳ در رِ ماژور (۱۷۹۱)
  - شماره ۹۴ در سُل ماژور (شگفتی) (۱۷۹۱)
  - شماره ۹۵ در دو مینور (۱۷۹۱)
  - شماره ۹۶ در رِ ماژور (معجزه) (۱۷۹۱)
  - شماره ۹۷ در دو ماژور (۱۷۹۲)
  - شماره ۹۸ در لا بِمُل ماژور (۱۷۹۲)
  - شماره ۹۹ در می بِمُل ماژور (۱۷۹۳)
  - شماره ۱۰۰ در سُل ماژور (نظامی) (۱۷۹۳–۱۷۹۴)
  - شماره ۱۰۱ در رِ ماژور (ساعت) (۱۷۹۳–۱۷۹۴)
  - شماره ۱۰۲ در لا بِمُل ماژور (۱۷۹۴)
  - شماره ۱۰۳ در می بِمُل ماژور (ضرباتِ طبل) (۱۷۹۵)
  - شماره ۱۰۴ در رِ ماژور (لندن) (۱۷۹۵)

### سایر سمفونی‌ها
همچنین، فهرست هوبوکن چهار اثر دیگر در فرم «سمفونی» را در ردیفِ "Hob I" شامل می‌شود:
- Hob. I/105 در سی بِمُل ماژور (۱۷۹۲)، که غالباً با نام سمفونی کنسرتانته برای ویولن، ویولنسل، اُبوا و فاگوت[۱] شناخته می‌شود.
- Hob. I/106 در رِ ماژور (۱۷۶۹؟)، که تنها یک موومان آن باقی مانده‌است. از این اثر گاه به‌عنوان اوورتوری برای اثری دیگر از هایدن به نام زنان ماهی‌گیر اجرا می‌شود.
- Hob. I/107 در سی بِمُل ماژور (۱۷۵۷–۱۷۶۰)، که غالباً با شماره از آن یاد نمی‌شود و آن را با نام «سمفونی الف»[۲] نیز می‌شناسند.
- Hob. I/108 در سی بِمُل ماژور (۱۷۵۷–۱۷۶۰)، که غالباً با شماره از آن یاد نمی‌شود و آن را با نام «سمفونی ب»[۳] نیز می‌شناسند.

به این ترتیب، تعداد «سمفونی»های هایدن معمولاً ۱۰۶ می‌شود.